# Bactrocera longivittata
Bactrocera longivittata är en tvåvingeart som beskrevs av Chua och Ooi 1998. Bactrocera longivittata ingår i släktet Bactrocera och familjen borrflugor. Inga underarter finns listade.